# Maria Gabriela Llansol
Maria Gabriela Llansol Nunes da Cunha Rodrigues Joaquim, connue plus simplement sous le nom de Maria Gabriela Llansol est une écrivaine et traductrice portugaise née à Lisbonne le 24 novembre 1931 et morte à Sintra le 3 mars 2008 .
Pour éviter le régime de Salazar, elle vit en exil en Belgique, à Herbais, hameau de Jodoigne de 1965 à 1984, avant de retourner au Portugal.
Son écriture traverse les genres habituels et échappe à toute classification.
Elle a aussi traduit Baudelaire, Apollinaire, Rimbaud en portugais.

### Journal
- 1985 - Um Falcão no Punho. Diário I.
- 1987 - Finita. Diário II.
- 1996 - Inquérito às Quatro Confidências. Diário III.

### Traductions
- 1995 - Emily Dickinson, Bilhetinhos com Poemas (sous le pseudonyme de Ana Fontes)
- 1995 - Paul Verlaine, Sageza.
- 1996 - Rainer Maria Rilke, Frutos e Apontamentos.
- 1998 - Rimbaud, O Rapaz Raro.
- 1999 - Thérèse de Lisieux, O Alto Voo da Cotovia.
- 2001 - Guillaume Apollinaire, Mais Novembro do que Setembro.
- 2002 - Paul Éluard, Últimos Poemas de Amor.
- 2003 - Charles Baudelaire, As Flores do Mal.

### Ouvrages en français
- Les Errances du mal, [« Contos do mal errante », 1986], trad. d’Isabel Meyrelles, Paris, Éditions Métailié, coll. « Bibliothèque portugaise », 1991, 226 p.  (ISBN 2-86424-109-9)
- Un faucon au poing, Journal I, [« Um Falcão no Punho », 1985], trad. d'Alice Raillard, Paris, Éditions Gallimard, coll. « Du monde entier », 1993, 180 p.  (ISBN 2-07-073294-0)
- Le Jeu de la liberté de l’âme, [« O jogo da libertade da alma », 2003], trad. de Cristina Isabel de Melo, Tesserete, Suisse, Éditions Pagine d'Arte, coll. « Ciel vague  », 2009, 104 p.  (ISBN 978-88-86995-84-9)
- La Foudre sur le crayon, suivi de Hölder de Hölderlin et de Cantilène, [« O raio sobre o lapiz ; Hölder, de Hölderlin ; Cantileno »], trad. de Guida Marques, La Rochelle, Éditions les Arêtes, 2010, 50 p.  (ISBN 978-2-915886-14-6)[2]
- Finita, Journal II, [« Finita », 1987], trad. de Cristina Isabel de Melo, Tesserete, Suisse, Éditions Pagine d'Arte, coll. « Ciel vague  », 2012  (ISBN 978-88-96529-27-0)

## Prix littéraires
- Prix D. Dinis de la Fondation Casa de Mateus, 1985, pour "Um Falcão no Punho"
- Grand Prix du Roman et Nouvelle APE/IPLB de l'association Portugaise des Écrivains, 1990, pour "Um Beijo Dado Mais Tarde"
- Grand Prix du Roman et Nouvelle APE/IPLB de l'association Portugaise des Écrivains, 2006 pour "Amigo e Amiga"

## Sur l'auteur
- Raquel Ribeiro, Europe, edenic space - a literary cartography in the works of Maria Gabriela Llansol., Thèse de doctorat, University of liverpool, 2009

## liens externes
- Notices d'autorité :   - VIAF
  - ISNI
  - BnF (données)
  - IdRef
  - LCCN
  - GND
  - Espagne
  - Pays-Bas
  - NUKAT
  - Suède
  - Tchéquie
  - Portugal
  - WorldCat